# Petru Rareș (gmina)
Petru Rareș – gmina w Rumunii, w okręgu Bistrița-Năsăud. Obejmuje miejscowości Bața i Reteag. W 2011 roku liczyła 3351 mieszkańców.